# Electronicam
El Electronicam fue un sistema para archivar programas de televisión, el cual funcionaba al grabarse una imagen entre una película y una cámara de televisión de forma simultánea mediante un lente común y corriente. El sistema fue desarrollado por James L. Caddigan para la DuMont Television Network durante los años 1950, poco antes de la aparición del videotape. Al ser la escena capturada directamente a la película, la calidad de esta era bastante superior a la de los comunes kinescopios, los cuales eran grabados desde la pantalla de un televisor.

## Como funcionaba
La esquemática del Electronicam era bastante simple: La imagen es tomada por un lente. Detrás de este se encontraba un divisor de rayos que envía la mitad de la luz a una cámara cinematográfica (de 16 o 35 milímetros) montada en el lado derecho de la cámara de televisión, la cual recibe la otra mitad de la luz mediante un espejo en un ángulo de 45 grados.
En el estudio cuando dos o más cámaras eran usadas, la emisión era grabada mediante un kinescopio (como si fuera una transmisión), el cual servía de referencia para la edición de las películas tomadas con el Electronicam. El audio era grabado de forma independiente a una cinta magnetofónica o como un negativo de banda sonora.

## Uso
Los treinta y nueve episodios de la serie de CBS The Honeymooners fueron grabados con Electronicams, lo que significaba que podían ser retransmitidos en el futuro, y eventualmente transferidos a VHS o a DVD. Sin el Electronicam, casi todos los episodios de The Honeymooners ya no estarían disponibles hoy en día, al ser destruida la mayor parte de los archivos de la cadena DuMont en los años 1970.
Además, el productor británico Joseph Arthur Rank trajo tres Electronicams al Reino Unido para experimentar con el sistema, sin embargo terminó decepcionado por la baja calidad de la imagen, aparte de los varios problemas que tuvieron que resolver los técnicos al manejar las cámaras.